# Chinu Xxx
Chinu Xxx (ur. 6 czerwca 1987) – brytyjski zapaśnik walczący w stylu wolnym. Zajął siedemnaste miejsce na igrzyskach europejskich w 2015. Brązowy medalista Igrzysk Wspólnoty Narodów w 2014, gdzie reprezentował Anglię.